# Slovenské komorné divadlo
Slovenské komorné divadlo v Martině je jednou z profesionálních činoherních scén v středoslovenském regionu.

## Historie
Po roce 1918 zesílily úvahy o potřebě vytvoření profesionální divadelní scény na Slovensku. Původně se počítalo s transformací „Slovenského spevokolu“ na profesionální těleso, nakonec však dostalo přednost založení Slovenského národního divadla v Bratislavě v roce 1921.
Až v roce 1944 dostali úvahy o vzniku profesionálního divadla v Martině reálnou podobu. Díky iniciativě lidí, jakými byli místopředseda Slovenského svazu ochotníků Jozef Marták, redaktor časopisu Naše divadlo Ivan Thurzo, správce Matice slovenské Jozef Cíger-Hronský, Gabriel Rapoš a herec a režisér Andrej Bagar začala transformace „Slovenského spevokolu“ a vzniklo Slovenské komorní divadlo, sídlící v Národním domě.
První premiéra nově založeného divadla se uskutečnila 22. ledna 1944. Divadlo uvedlo Verhaerenova Filipa II. v režii Andreje Bagara. Inscenace pro její protitotalitní a protiklerikální charakter vyvolala skandál. Byla okamžitě zakázána a existence divadla byla vážně ohrožena. Státní subvence divadlu byly zastaveny a divadlo přežilo jen díky finanční podpoře Matice slovenské, tiskárny Neografia a jiných martinských firem. Během SNP se pod vedením Andreje Bagara formuje z divadla Frontové divadlo, které svou zájezdových činností a pestrým programem snažilo podpořit a posílit odvahu povstalců.
V druhé polovině 40. let divadlo naplno obnovilo svou činnost a jako interní režiséři zde začali působit Ivan Kusý a Martin Hollý st. V roce 1948 do divadla nastoupil i Jozef Kroner. Dne 29. srpna 1950 se vedení divadla rozhodlo o změně názvu divadla na Divadlo Slovenského národního povstání. Martinské divadlo však neslo tento název jen deset měsíců. Divadlo bylo přeneseno pod armádní správu a při příležitosti oslav dne Československé lidové armády, bylo roku 1951 přejmenováno na Armádní divadlo. V tomto období v Martině mnozí herci absolvovali povinnou základní vojenskou službu, mezi nimi např. i Karol Machata a jiní.
V 70. letech zde působil inscenační tandem – režisér Ľubomír Vajdička a scénograf Jozef Ciller, který společně vytvořili řadu inscenaci her slovenské a ruské klasiky. V 80. letech zde působil dramaturg Martin Porubjak, v 90. letech režisér Dodo Gombár.
1. srpna 1960 divadlo opět přešlo pod civilní správu a vrátilo se k názvu Divadlo Slovenského národního povstání, který divadlu zůstal až do sezony 2003/2004, když se vedení divadla rozhodlo při příležitosti 60. výročí založení divadla vrátit k původnímu názvu „Slovensku komorní divadlo“.
V roce 1994 byla otevřena budova Studia, jako alternativní scény pro 178 diváků. Avšak během rozsáhlé rekonstrukce Národního domu je Studio jediným herním prostorem divadla.